# Уразметово
Уразметово (баш. Үрәҙмәт) — село в Кызыльском сельсовете муниципального района Альшеевский район Республики Башкортостан России.

## Географическое положение
Расстояние до:
- районного центра (Раевский): 48 км,
- центра сельсовета (Тавричанка): 15 км,
- ближайшей железнодорожной станции (Раевка): 48 км.

## История
В «Списке населенных мест по сведениям 1870 года», изданном в 1877 году, населённый пункт упомянут как деревня Уразметева 1-го стана Стерлитамакского уезда Уфимской губернии. Располагалась при речке Уршаке, на коммерческом тракте из Стерлитамака в Белебей, в 40 верстах от уездного города Белебея и в 40 верстах от становой квартиры в деревне Толбазы (Адиль-Муратова). В деревне, в 50 дворах жили 500 человек (151 мужчина и 149 женщин, башкиры), были мечеть, водяная мельница. Жители занимались пчеловодством.

## Население
| 2002 | 2009 | 2010 |
| ---- | ---- | ---- |
| 267  | ↘248 | ↘227 |

Согласно переписи 2002 года, преобладающие национальности — татары (46 %), башкиры (53 %).

## Религия
В селе есть мечеть «Рабига».